# UFC 312
UFC 312: Du Plessis vs. Strickland 2 fue un evento de artes marciales mixtas producido por Ultimate Fighting Championship llevado a cabo el 9 de febrero de 2025 en el Qudos Bank Arena en Sídney, Australia.

## Antecedentes
El evento marcará la séptima visita de la promoción a Sídney y la primera desde UFC 293 en septiembre de 2023.
Está previsto que el evento principal sea una revancha por el Campeonato de peso mediano de UFC entre el actual campeón Dricus du Plessis (también ex campeón wélter de KSW) y el ex campeón Sean Strickland. El par se enfrentó previamente un año antes en UFC 297, en el que du Plessis se llevó el título por decisión dividida.
Se espera que el evento coestelar sea una pelea por el Campeonato de peso paja femenino de UFC entre la actual dos veces campeona Weili Zhang y la ganadora de peso paja de The Ultimate Fighter Tatiana Suarez.
Se programó una pelea de peso semipesado entre Jimmy Crute y Marcin Prachnio para este evento.  Sin embargo, Prachnio se retiró de la pelea por razones desconocidas y fue reemplazado por el ex campeón de peso semipesado de la LFA, Rodolfo Bellato.
Rei Tsuruya, ganadora de la temporada 2 de peso mosca de Road to UFC, y Stewart Nicoll estaban programados para enfrentarse en una pelea de peso mosca. Sin embargo, Nicoll se vio obligado a retirarse debido a una lesión y la pelea fue cancelada.

## Resultados
1. ↑  Por el Campeonato de Peso Mediano de UFC.
2. ↑  Por el Campeonato de Peso Paja Femenino de UFC.

## Bonificaciones
Los siguientes peleadores recibieron bonificaciones de 50.000 dólares.
- Pelea de la Noche: Rong Zhu vs. Kody Steele
- Actuación de la Noche: Tallison Teixeira y Quillan Salkilld